# Patroclo e Menelao
La scultura Patroclo e Menelao nota anche come Aiace che sorregge il corpo di Achille si trova a Firenze, al centro della Loggia dei Lanzi, in Piazza della Signoria.
Per lungo tempo si è pensato che il personaggio sorreggente il cadavere di Patroclo fosse Menelao, ma ultimamente è stato ipotizzato che si tratti di Aiace Telamonio che sorregge Achille. L'opera è comunque basata sull' Iliade di Omero, dove sono descritte l'uccisione di Patroclo ad opera del Dio Apollo e la lotta accesasi fra Achei e Troiani per il possesso del suo cadavere, recuperato poi dai primi. 

## Storia
L'opera, copia romana di un originale greco, fu ritrovata nel Foro di Traiano (ma c'è anche chi dice che venne rinvenuta nei pressi di Porta Portese), molto danneggiata. Pio V ne fece dono a Cosimo I de' Medici, che ne ordinò il trasporto a Firenze nel 1579. Il restauro fu commissionato a Pietro Tacca e a Ludovico Salvetti, i quali lo terminarono, basandosi su una scultura simile che si trovava a Palazzo Pitti e ad una Testa di Menelao, conservata nel Musei Vaticani, risalente al IV secolo a.C.
La statua fu completata soprattutto nel dorso del guerriero e nel braccio cadente del morto, oltre ad altre parti minori. Il gruppo fu nuovamente restaurato da Stefano Ricci e, dal 1841, è stato collocato nella Loggia della Signoria.
Qualcuno afferma che la celebre statua di Pasquino a Roma facesse parte di un'altra copia di questo gruppo.